# 提姆·岡恩
蒂莫西·麥肯齊·岡恩（英語：Timothy MacKenzie Gunn，1953年7月29日—）是美國一名演員、學者和電視名人。他於1982年至2007年期間供職於帕森設計學院；其中又於2000年8月至2007年3月期間擔任該校時尚設計專業的系主任。後來岡恩加盟麗詩卡邦（現凱特絲蓓）並擔任首席創意官。他最為人熟知的身份是在時裝設計真人秀節目《天橋驕子》裡擔任了長達16季的導師。因為在這檔真人秀節目的走紅，岡恩隨後在精彩電視台和生活時光電視台分別開設了兩檔衍生節目：《提姆·岡恩風格指南》和《槍下亡魂》；並且還因此出版了5本書籍。他還擔任過《天橋驕子：青少年版》的執行製片，同時為節目裡的青少年設計師提供指導。他還為迪士尼少兒頻道節目《小公主蘇菲亞》中的城堡管家巴利維克配音，並擔任ABC電視網情景喜劇《一夜尋情記》的旁白。

## 早年境況
提姆·岡恩出生於美國的華盛頓哥倫比亞特區。他的父親供職於聯邦調查局；他起初是一名特工，但後來卻成為埃德加·胡佛的代筆作家及演講撰稿人。後來岡恩就讀於喬治·華盛頓大學的科克倫藝術與設計學院，並獲得雕塑專業的美術學士學位。
岡恩是一名男同性戀者，但他卻成長在一個極度仇視同性戀的家庭裡；他的家庭認為同性戀者是掠奪者。根據他為“一切會好起來項目”所錄製的視頻透露，他曾在17歲時吞下100多粒藥丸來試圖自殺。在20歲出頭的時候，他否認了自己的性取向；而直到他29歲時，他才向自己的姐姐出櫃並和他的家人分享這件事。

## 職業生涯
提姆·岡恩畢業後曾短暫擔任其母校科克倫藝術與設計學院的招生主任一職，但他隨後於1982年開始在帕森設計學院工作。1989年至2000年，他擔任帕森設計學院的副院長職務；從2000年8月開始，他成為時尚設計專業的系主任。他被認為“為迎接21世紀而重組和振興了課程”。
2004年，提姆·岡恩在《天橋驕子》第一季登場，並以他的口頭禪“做完它！（Make it work.）”而知名。因為在這檔節目裡的出色表現，岡恩於2013年獲得了黃金時段艾美獎最佳真人秀與真人競技節目主持人獎項。2007年9月，岡恩在美國精彩電視台開始主持《天橋驕子》的衍生節目《提姆·岡恩風格指南》。這是一檔由提姆·岡恩提供時尚建議的真人秀節目，共播出2季16集內容。而當《天橋驕子》移檔生活時光電視網播出後，岡恩也在2014年1月在同電視網主持了衍生節目《[[Under the Gunn|槍下亡魂》。該節目在生活時光電視網播出了1季共13集。同時，岡恩還擔任了《天橋驕子：青少年版》的執行製片，並且還在該節目裡擔任青少年設計師們的導師。
2007年2月，提姆·岡恩在ABC電視網播出的電視劇《醜女貝蒂》中飾演了一名虛構的時尚電視台主播。隨後，岡恩又於2009年8月在生活時光電視網的電視劇《美女上錯身》中客串了自己。
2007年，岡恩離開了帕森設計學院並於同年3月加盟麗詩卡邦，他在該公司擔任創意總監一職。
2007年4月，亞博蘭斯圖畫出版公司出版了由提姆·岡恩與凱特·莫隆妮（Kate Moloney）合著的圖書（簡體中文版書名《風格白癡》 / 繁體中文版書名《風格一身》）。該書的封面由馬庫斯·克林科和因德拉尼拍攝。而當岡恩在加利福尼亞州的棕櫚泉市巡迴推廣本書時，附近的棕櫚沙漠市頒布了一個正式決議，該市將他所到訪的2007年4月27日定為“蒂莫西·岡恩日”。棕櫚泉市也向他頒發了一份證書，而幻境牧場市也因為表彰岡恩的職業成就而授予他一份牌匾。在隨後的2010年到2015年期間，提姆·岡恩又出版了四本書。
2009年5月，提姆·岡恩擔任科克倫藝術與設計學院畢業典禮的致辭嘉賓，並獲得了由該學院辦法的名譽博士學位。
他偶爾會出現在由克雷格·費格斯所主持《午夜秀》的“親愛的水行俠（Dear Aquaman）”環節中，協助和代替克雷格·費格斯所飾演的水行俠回信或給於建議。

## 個人生活

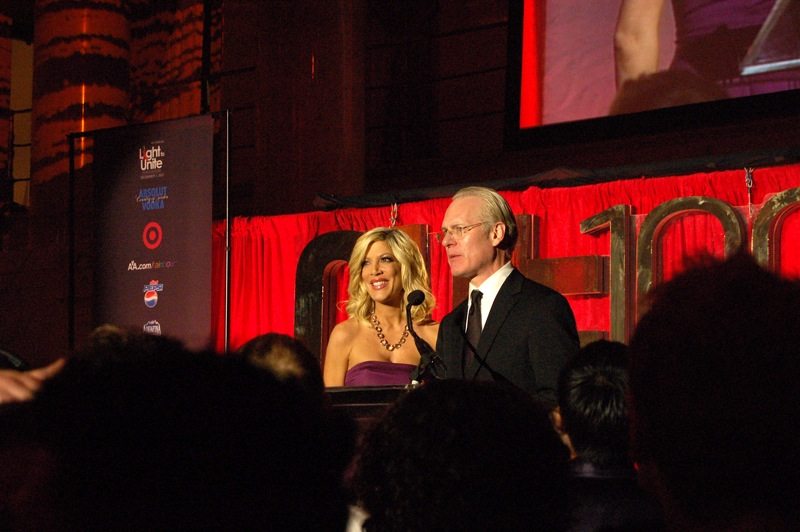
提姆·岡恩與托蕊·斯培林共同主持一場活動（攝於2007年11月）

提姆·岡恩目前住在紐約市的曼哈頓。在2010年接受《人物》採訪時，他說：“在很長一段時間裡，我不知道自己是什麼。我知道自己不是什麼：我對男孩不感興趣，而且我真的對女孩不感興趣。”他提到他“一直是無性戀者。”岡恩在 2012年談到了他的獨身生活。他後來表示，他對這一事實並不感到羞恥，他說：“我是否因此覺得自己不像一個人？不……我是一個非常快樂和滿足的人。”他說，當艾滋病開始肆虐同性戀群體時，他就開始了自我獨身，他和其他許多人只是為此退卻了。
岡恩是一位直言不諱的批評者，他對使用動物皮毛的服裝設計持批評態度。2008年，他為動物權利組織PETA錄製了一段有關中國兔毛養殖的視頻；他稱對待用於毛皮的動物是“極其不負責任的”。
他在2013年紐約市市長選舉中支持克里斯汀·奎恩競選紐約市市長。

## 榮譽嘉獎
2020年6月，為了紀念首屆LGBTQ驕傲遊行成功舉辦50週年，《酷兒雜誌》將提姆·岡恩列為“帶領國家走向全員平等、接納和尊嚴”的50大英雄，並褒獎他“作為一名教師和評論家，他成為了整整一代設計師的導師並為他的時裝秀增光添彩，使得他們將繼續以自己的酷兒形象重塑世界。”

## 影視作品

### 電影
| 電影名               | 發行公司       | 飾演角色 |
| -------------------- | -------------- | -------- |
| 慾望城市2            | 華納兄弟影業   | 他自己   |
| 青春校園             | ABC家庭        | 監管人J3 |
| 藍精靈               | 索尼影業       | 亨利     |
| 小公主蘇菲亞：劇場版 | 華特迪士尼動畫 | 巴利維克 |

### 電視劇
| 劇名           | 播出頻道  | 飾演角色     |
| -------------- | --------- | ------------ |
| 醜女貝蒂       | ABC電視網 | 時尚頻道主播 |
| 美女上錯身     | 生活時光  | 他自己       |
| 老爸老媽浪漫史 | CBS電視網 | 他自己       |
| 緋聞女孩       | CW電視網  | 他自己       |
| 一夜尋情記     | ABC電視網 | 他自己       |
| 不完美家庭     | ABC電視網 | 他自己       |

### 動畫片
| 片名               | 播出頻道                    | 配音角色    |
| ------------------ | --------------------------- | ----------- |
| 特工老爹           | FOX / TBS                   | 他自己      |
| 替身計畫           | 迪士尼頻道                  | 他自己      |
| 克利夫蘭秀         | FOX                         | 他自己      |
| 小公主蘇菲亞       | 迪士尼少兒頻道              | 巴利維克    |
| 芝麻街             | PBS / HBO / HBO Max         | 威廉·叮     |
| 蓋酷家庭           | FOX                         | 他自己      |
| 米奇妙妙大冒險     | 迪士尼少兒頻道              | 羅比·羅伯茨 |
| 馬男波傑克         | 網飛                        | 他自己      |
| 史酷比：猜猜是誰？ | 卡通頻道 / 迴旋鏢 / HBO Max | 他自己      |

### 電視節目
| 節目名稱            | 播出頻道              | 出演身份          |
| ------------------- | --------------------- | ----------------- |
| 天橋驕子            | 精彩電視台 / 生活時光 | 選手導師          |
| 與LX暢飲            | 紐約市電視台          | 嘉賓              |
| 提姆·岡恩風格指南   | 精彩電視台            | 主持人            |
| 天橋驕子：全明星    | 精彩電視台 / 生活時光 | 選手導師          |
| 減肥達人：復活賽    | NBC電視網             | 嘉賓              |
| 變革談              | ABC電視網             | 主持人            |
| 搶下亡魂            | 生活時光              | 主持人            |
| 好萊塢遊戲夜        | NBC電視網             | 嘉賓              |
| 艾米·舒默的內心世界 | 喜劇中心              | 嘉賓              |
| 天橋驕子：青少年版  | 生活時光              | 執行製片 / 主持人 |
| 比爾·奈救世界       | 網飛                  | 嘉賓              |
| 一剪成衣            | 亞馬遜                | 執行製片 / 主持人 |

## 出版作品

### 英文版
| 書名 | 作者                    | 出版社       | 出版日期 | 國際標準書號       |
| ---- | ----------------------- | ------------ | -------- | ------------------ |
|      | 提姆·岡恩 / 凱特·莫隆妮 | 亞博蘭斯圖書 | 2007年   | ISBN 9780810992849 |
|      | 提姆·岡恩 / 艾達·卡爾洪 | 西蒙與舒斯特 | 2010年   | ISBN 9781439176566 |
|      | 提姆·岡恩               | 不適用       | 2011年   | 不適用             |
|      | 提姆·岡恩 / 艾達·卡爾洪 | 西蒙與舒斯特 | 2012年   | ISBN 9781451643879 |
|      | 提姆·岡恩               | 西蒙與舒斯特 | 2015年   | ISBN 9781476780061 |

### 中文版
| 書名                | 作者                    | 譯者     | 出版社             | 出版日期 | 國際標準書號       | 備註     |
| ------------------- | ----------------------- | -------- | ------------------ | -------- | ------------------ | -------- |
| 風格一身            | 提姆·岡恩 / 凱特·莫隆妮 | 未知     | 大塊文化           | 2008年   | ISBN 9789862130476 | 繁體中文 |
| 風格白癡            | 提姆·岡恩 / 凱特·莫隆妮 | 朱耘     | 江西科學技術出版社 | 2010年   | ISBN 9787539040349 | 簡體中文 |
| 別以為你有格調      | 提姆·岡恩 / 艾達·卡爾洪 | 張晶     | 中信出版社         | 2012年   | ISBN 9787508633992 | 簡體中文 |
| 提姆.岡恩的時尚聖經 | 提姆·岡恩 / 艾達·卡爾洪 | 派翠希亞 | 台視文化公司       | 2013年   | ISBN 9789863430124 | 繁體中文 |
| 時尚衣櫥            | 提姆·岡恩 / 艾達·卡爾洪 | 劉洲     | 中信出版社         | 2014年   | ISBN 9787508645360 | 簡體中文 |

## 延伸閱讀
- Wilson, Eric. . The New York Times (New York City: The New York Times Company). 2007-04-12  [2023-07-21]. （原始内容存档于2023-07-21） （英语）.
- . Chicago Tribune (Chicago: Tribune Publishing). 2005-12-01. （原始内容存档于2006-06-12） （英语）.
- Adamson, Sarah Knight. . Sarah's Backstage Pass. 2008-04-13  [2023-07-21]. （原始内容存档于2023-07-21） （英语）.
- Anderson, R. . Desert Publications Inc. 2007-06-15  [2023-07-21]. （原始内容存档于2022-06-25） （英语）.

## 外部連接
- 提姆·岡恩的X（前Twitter）
- 提姆·岡恩的Instagram帳戶
- 提姆·岡恩的Facebook專頁
- 提姆·岡恩在互联网电影资料库（IMDb）上的資料（英文）
- 提姆·岡恩在豆瓣上的资料（简体中文）